# لويس دييغو كورديرو
لويس دييغو كورديرو (بالإسبانية: Luis Diego Cordero)‏ هو مدرب كرة قدم ولاعب كرة قدم كوستاريكي في مركز الوسط، ولد في 21 مايو 1988 في الأخويلا في كوستاريكا. شارك مع منتخب كوستاريكا تحت 17 سنة لكرة القدم ومنتخب كوستاريكا لكرة القدم. أما مع النوادي، فقد لعب مع ديبورتيفو سابريسا.

## وصلات خارجية
- لويس دييغو كورديرو على موقع الاتحاد الدولي (مؤرشف)  (الإنجليزية)
- لويس دييغو كورديرو على موقع قاعدة بيانات كرة القدم.إي يو (الإنجليزية)
- لويس دييغو كورديرو على موقع ناشيونال فوتبول تيمز (الإنجليزية)